# Flaked
Flaked és una sèrie estatunidenca de comèdia per a Web TV protagonitzada per Will Arnett, que la va desenvolupar juntament amb el creador/productor executiu d'Arrested Development, Mitch Hurwitz. La primera temporada consistia en 8 episodis, que van ser llançats simultàniament l'11 de març de 2016. El juliol de 2016 la sèrie va ser renovada per a una segona temporada, que va ser estrenada el 2 de juny de 2017.
El columnista Cindy Elavsky descriu la sèrie com "un guru d'auto-ajuda dit Chip que lluita per mantindre's un pas per davant de les seues pròpies mentides".

## Repartiment

### Principals
- Will Arnett com a Chip
- David Sullivan com a Dennis
- Ruth Kearney com a London/Claire
- George Basil com a "Cooler"/John

### Recurrents
- Lina Esco com a Kara[7]
- Dennis Gubbins com "eixe pesat"
- Christopher Mintz-Plasse com a Topher[8]
- Mike Cochrane com l'artista de tatuatges
- Jeff Daniel Phillips com a Uno
- Kirstie Alley com a Jackie
- Heather Graham com a Tilly
- Seana Kofoed com a Vanessa Weiss
- Annika Marks com a Brooke
- Jessica Lowe com una vídua
- Annabeth Gish com a Alicia Wiener
- Robert Wisdom com a George Flack
- Travis Mills com a Stefan
- Mark Boone Junior com a Jerry
- Frankie Shaw com a Natasha
- Jim Turner com a Chairperson
- Elisabeth Röhm com a Alex[9]
- Shawn Hatosy com a Karel
- Lenora Crichlow com a Rosa

## Episodis

### 1a temporada (2016)
| Núm. total | Núm. de la temporada | Títol         | Direcció                 | Guió                        | Data d'estrena original |
| ---------- | -------------------- | ------------- | ------------------------ | --------------------------- | ----------------------- |
| 1          | 1                    | «Westminster» | Wally Pfister            | Will Arnett & Mark Chappell | 11 de març de 2016      |
| 2          | 2                    | «Horizon»     | Wally Pfister            | Will Arnett & Mark Chappell | 11 de març de 2016      |
| 3          | 3                    | «Rose»        | Josh Gordon & Will Speck | Will Arnett & Mark Chappell | 11 de març de 2016      |
| 4          | 4                    | «Palms»       | Josh Gordon & Will Speck | Will Arnett & Mark Chappell | 11 de març de 2016      |
| 5          | 5                    | «Electric»    | Tom DiCillo              | Will Arnett & Mark Chappell | 11 de març de 2016      |
| 6          | 6                    | «Shell»       | Tom DiCillo              | Will Arnett & Mark Chappell | 11 de març de 2016      |
| 7          | 7                    | «7th»         | Wally Pfister            | Will Arnett & Mark Chappell | 11 de març de 2016      |
| 8          | 8                    | «Sunset»      | Wally Pfister            | Will Arnett & Mark Chappell | 11 de març de 2016      |

### 2a temporada (2017)
| Núm. total | Núm. de la temporada | Títol       | Direcció             | Guió                        | Data d'estrena original |
| ---------- | -------------------- | ----------- | -------------------- | --------------------------- | ----------------------- |
| 9          | 1                    | «Day One»   | Michael Patrick Jann | Will Arnett & Mark Chappell | 2 de juny de 2017       |
| 10         | 2                    | «Day Two»   | Michael Patrick Jann | Maggie Rowe                 | 2 de juny de 2017       |
| 11         | 3                    | «Day Three» | Mark Chappell        | Bobby Bowman                | 2 de juny de 2017       |
| 12         | 4                    | «Day Four»  | Will Arnett          | Jim Vallely                 | 2 de juny de 2017       |
| 13         | 5                    | «Day Five»  | Ben Berman           | Evan Mann & Gareth Reynolds | 2 de juny de 2017       |
| 14         | 6                    | «Day Six»   | Ben Berman           | Will Arnett & Mark Chappell | 2 de juny de 2017       |